# Maso da San Friano

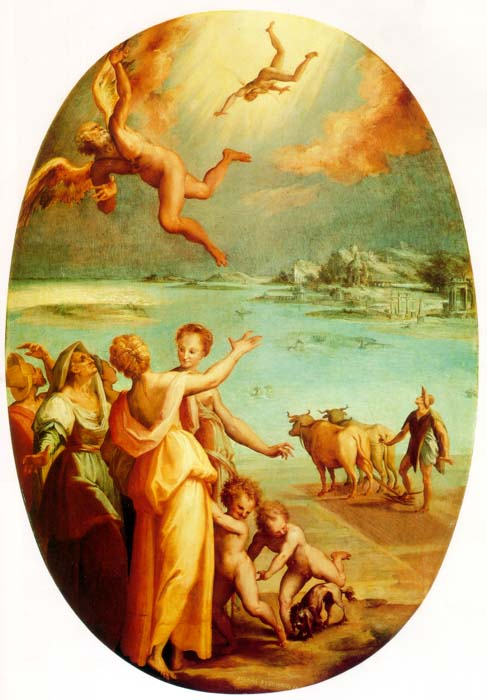
Caída de Icaro, Studiolo de Francisco I, Palazzo Vecchio, Florencia.

Tommaso d'Antonio Manzuoli, conocido como Maso da San Friano (Florencia, 4 de noviembre de 1532 - Florencia, enterrado el 2 de octubre de 1571), fue un pintor manierista italiano.

## Biografía

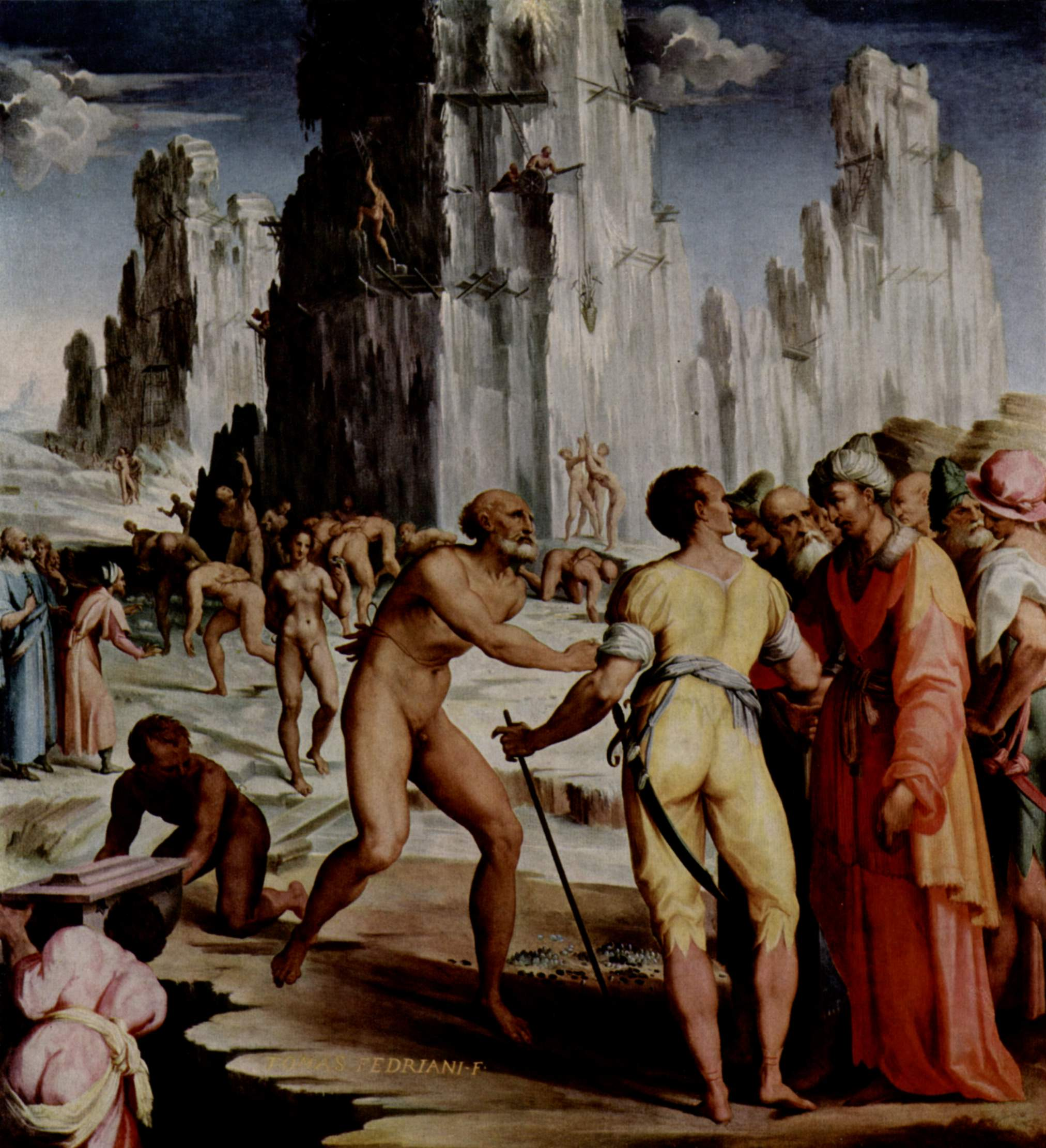
Mina de Diamantes, Studiolo de Francisco I, Palazzo Vecchio, Florencia.

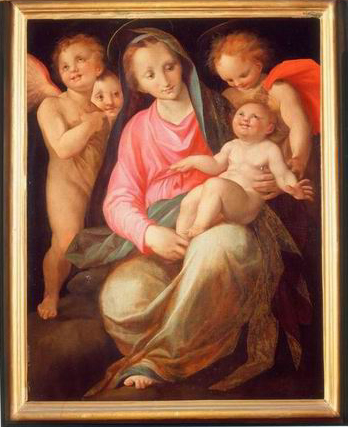
Virgen con el Niño, Museo dell'Opera del Duomo, Prato.

No está claro si su maestro fue Pier Francesco Foschi o Carlo Portelli. Maso intentó imprimir en su estilo un naturalismo ajeno a los preceptos de la Maniera propugnados por Vasari, tomando como referentes la obra de maestros del Renacimiento y el primer Manierismo, tales como Andrea del Sarto, Fra Bartolomeo, Pontormo y Rosso Fiorentino.
Realizó trabajos para la iglesia de San Pier Maggiore de Florencia (Visitación, ahora en el Fitzwilliam Museum de Cambridge) y para la Catedral de Prato. También pintó obras para las iglesias de Ognissanti y Santa Felicita.
Suyo es un retrato de Fernando I de Médici, gran duque de Toscana (1570, Ayuntamiento de Prato). Maso también estuvo involucrado en los trabajos de decoración del Studiolo de Francisco I en el Palazzo Vecchio de Florencia. Este proyecto dirigido por Vasari fue uno de los más importantes de su época. Manzuoli contribuyó con dos lienzos, Vuelo de Icaro y Mina de Diamantes.
En su fase de madurez, se le puede considerar uno de los componentes del movimiento contramanierista. Sus discípulos más importantes fueron Jacopo da Empoli y Alessandro Fei.

## Obras destacadas
- Resurrección (1552, Santa Trinità, Florencia)
- Retrato de dos arquitectos (1556, Palazzo Venezia, Roma)
- Virgen con cuatro santos (1560, santa Trinità, Cortona)
- Retrato de Elena Gaddi Quadratesi (Palazzo Pitti, Florencia)
- Visitación (1560, Fitzwilliam Museum, Cambridge)
- Trinidad con los santos Agustín, Felipe, Crispín y Santiago el Mayor (1560-70, Galleria dell'Accademia, Florencia)
- Alegoría de la Fortaleza (1560-62, Galleria dell'Accademia, Florencia)
- Caída de Icaro (1570, Studiolo, Palazzo Vecchio, Florencia)
- Mina de diamantes (1570, Studiolo, Palazzo Vecchio, Florencia)
- Retrato de Fernando I de Médici (1570, Ayuntamiento de Prato)
- Sagrada Familia (1570, Ashmolean Museum, Oxford)